# Grepp (golf)
Grepp har tre betydelser inom golf:
1. Den övre delen av golfklubbans skaft
2. Det material som är applicerat på skaftet för att ge spelaren ett fast tag om klubban. Golfreglerna tillåter alla slags material i greppen bara de inte formas efter spelarens händer. Under de första decennierna som golf spelades användes fårskinn, läder och kork men på 1930-talet slog gummi igenom och används fortfarande.
3. Sättet att hålla i golfklubban, att greppa den. Det finns ett antal individuella varianter på hur spelare håller i klubban och puttergreppen är det som skiljer sig mest mellan spelare. Vid slag med trä- eller järnklubbor är det framförallt tre grepp som är vanliga:
  - Overlapping eller Vardongreppet som utvecklades av golfspelaren Harry Vardon. Den ena handens lillfinger överlappar den andra handens pekfinger.
  - Interlocking innebär att den ena handens pekfinger och den andra handens lillfinger korsar varandra.
  - Basebollgrepp innebär att spelaren håller klubban som om den skulle vara ett basebollträ.